# Eusébio Pinheiro Furtado
Eusébio Cândido Cordeiro Pinheiro Furtado (Luanda, 1777 — Lisboa, 18 de outubro de 1861) foi um oficial de engenharia do Exército Português, onde atingiu o posto de brigadeiro e exerceu as funções de comandante-geral da arma de Engenharia. Participante ativo da Guerra Civil Portuguesa é autor de um conjunto de memórias sobre os eventos que ocorreram na ilha Terceira, em especial sobre a Batalha da Praia da Vitória.

## Biografia
Nasceu em Luanda, filho de Luís Cândido Cordeiro Pinheiro Furtado, ao tempo em comissão de serviço em Angola como sargento-mor de Infantaria, exercendo a actividade de engenheiro e cartógrafo devido aos seus estudos, mas depois marechal de campo, e de sua esposa Ana Maria Joaquina Catela de Lemos. Militar como o pai, teve uma carreira repartida primeiro na Armada, de 1790 a 1801, e seguidamente no Exército, onde permaneceu até 1857, ano em que se reformou. Foi pai de Jorge Pinheiro Furtado, Ministro da Guerra em 1892-1893.
Em 1790, com 13 anos de idade, assentou praça como aspirante de Marinha, sendo promovido em 1796 ao posto de segundo-tenente da Armada. Contudo, em vez de continuar o seu percurso na Marinha, no ano de 1801 foi transferido para o Exército Português com o posto de capitão-engenheiro.
Aderiu à causa liberal, sendo obrigado a exilar-se para Plymouth, onde esteve no depósito de emigrados liberais que ali se formou. Em 1829, com o posto de tenente-coronel do Corpo de Engenheiros, foi enviado para a ilha Terceira, chegando à cidade de Angra a 5 de abril daquele ano. Na Terceira integrou as forças da fação liberal ali acantonadas, ficando com o encargo de dirigir o serviço de reparação e melhoria das fortificações da ilha, funções em que prestou importantes serviços à causa liberal.
Foi um dos oficiais que integrou a expedição liberal que protagonizou o desembarque do Mindelo e o posterior cerco do Porto. Foi promovido a coronel de engenheiros em agosto de 1833 e a brigadeiro daquela arma em 1842. Após a promoção a oficial-general foi nomeado governador do Castelo de São Jorge, em Lisboa, cargo exerceu até 1846.
Nessas funções foi importante na criação da conhecida calçada portuguesa, devendo-se à sua iniciativa algumas das primeiras utilizações daquela técnica de pavimentação urbana. A calçada portuguesa, também conhecida por mosaico português, é presentemente uma técnica muito utilizada para revestimento dos passeios lisboetas, entradas de palácio, praças públicas, zonas pedonais. Foi igualmente adoptada em vários países, nomeadamente nas antigas colónias portuguesas. Existem duas versões sobre as razões que levaram Eusébio Pinheiro FurtadoSão a desenvolver esta técnica: uma, segundo a qual vendo os homens do batalhão inactivos, mandou-os revestir a parada com pedrinhas pretas e brancas; outra, segundo a qual utilizou a mão de obra dos presidiários para empedrar uma calçada com um motivo simples, o que teve imenso sucesso. Na sequência, foi-lhe imediatamente pedido que revestisse os 8 712 metros quadrados da zona do Rossio.
Como agradecimento pela colocação do saneamento na freguesia do Castelo, em Lisboa, a população colocou uma lápide em sua homenagem à entrada do Castelo de São Jorge. Em 1846 foi nomeado comandante-geral da arma de Engenharia, cargo que exerceu até se reformar em 1857.
Ao longo da sua carreira publicou diversa obras, algumas das quais suscitaram violentas polémicas. Merece destaque uma memória histórica escrita em 1835 sobre a batalha de 11 de Agosto de 1829, na baía da Praia da ilha Terceira, na qual responde às afirmações menos abonatórias em relação às forças liberais aquarteladas na Terceira que haviam sido publicadas por João Bernardo da Rocha. Também publicou poesia, incluindo uma ode comemorativa da Batalha da Praia da Vitória, para além de algumas outras poesias dedicadas ao mesmo assunto em diversos anos, as quaes sendo tiradas em mui pequeno numero de exemplares, e estes nao expostos á venda, são por isso menos conhecidas. Deve-se-lhe também a publicação, em 1833, da curiosíssima, e até então inédita, planta da cidade de Lisboa, delineada pelo arquiteto João Nunes Tinoco em 1650. Cartista convicto, publicou em 1845 um opúsculo laudatório ao restabelecimento da Carta Constitucional.
Desde 2013 o seu nome está consagrado na toponímia de Lisboa através da Rua Pinheiro Furtado, situada junto ao Martim Moniz. Foi agraciado com o grau de comendador da Ordem de São Bento de Avis. Foi fidalgo da Casa Real por alvará de 11 de janeiro de 1827, comendador da Ordem de Avis, tenente-general reformado do Exército, tendo pertencido ao Corpo de Engenheiros, do qual foi comandante geral.

## Obras publicadas
Entre outras obras, é autor das seguintes monografia:
- Memória histórica de todo o acontecido no dia eternamente fausto 11 de Agosto de 1829, em que se ganhou a victoria da villa da Praia, para servir de refutação e resposta a carta do chronista mor do reino João Bernardo da Rocha (com cinco mapas em grande formato). Lisboa, Imprensa Nacional, 1835.
- Collecção de varios documentos tirados de muitos outros que comprovam os serviços honrosos do marechal de campo, commandante geral do Real Corpo d’Engenharia Euzebio Candido Cordeiro Pinheiro Furtado. Lisboa, Typ. do Panorama, 1849.
- Ao decimo terceiro anniversario da memorável batalha da villa da Praia: Ode ao ill.m ° e ex.m° sr. António José de Sousa Manuel de Meneses, Duque da Terceira, etc. Lisboa, Typographia do Grátis, 1842.
- Ao dia eternamente fausto 10 de Fevereiro de 1842 no terceiro anniversario do restabelecimento da carta constitucional de 1826. Lisboa: Imprensa Nacional, 1845.
- Memoria para servir de guia ao orçamento da receita e despeza ao projecto do monumento ao Duque da Terceira. Lisboa: Typographia Universal, 1860.